# USS Long Beach (CGN-9)
USS Long Beach (CGN-9) – pierwszy amerykański krążownik rakietowy z napędem atomowym, jak i pierwszy na świecie okręt nawodny z tego rodzaju napędem. Był także pierwszym po II wojnie światowej krążownikiem zaprojektowanym od podstaw, a niebędącym zmodernizowaną wersją istniejącej konstrukcji. Znany był także pod oznaczeniem (CLGN-160) i (CGN-160).

## Historia
W latach 50. XX wieku w Stanach Zjednoczonych opracowano reaktory atomowe, które mogły zostać użyte do napędu jednostek pływających. Oprócz okrętów podwodnych nowy napęd postanowiono zastosować także na lotniskowcach. Napęd atomowy zastosowano na nowym lotniskowcu USS Enterprise (CVN-65). Zgodnie z założeniami grupa uderzeniowa, w skład której miał wchodzić „Enterprise”, miała składać się m.in. z jednostek eskortujących z napędem atomowym.
Pierwszy raz wymagania techniczne dla okrętu mającego towarzyszyć nowym lotniskowcom sformułowano w grudniu 1955. Okręt wstępnie klasyfikowany jako niszczyciel, zaczęto następnie klasyfikować jako fregatę rakietową z napędem atomowym, lekki krążownik rakietowy, a na początku 1957 ostatecznie jako krążownik rakietowy. Wymagania stawiane przed nowym okrętem to prędkość 30 węzłów, możliwość zwalczania równocześnie 4 celów powietrznych, a także możliwość zwalczania okrętów podwodnych.
Stępkę pod USS „Long Beach” położono 2 grudnia 1957 w należącej do koncernu Bethlehem Steel Co. stoczni Fore River Shipyard w Quincy (Massachusetts). Wodowanie miało miejsce 14 lipca 1959, a wejście do służby nastąpiło 9 września 1961. Wchodząc do służby, USS „Long Beach” był pierwszym w historii krążownikiem, jaki nosił wyłącznie rakietowe uzbrojenie.
W maju 1964 „Long Beach” dołączył do lotniskowca „Enterprise” i fregaty rakietowej USS „Bainbridge” tworząc z tymi jednostkami grupę uderzeniową składającą się wyłącznie z jednostek z napędem atomowym. W październiku 1966 w związku z wojną w Wietnamie nadzorował przestrzeń powietrzną w rejonie Zatoki Tonkińskiej. W ramach tej misji namierzył północnowietnamski samolot An-2, który został następnie zestrzelony przez myśliwiec F-4 Phantom II. W grudniu 1967 roku USS „Long Beach” znajdował się w porcie, którego nazwę nosił, wśród licznych jednostek witających wpływającą po raz pierwszy do Long Beach brytyjską „Queen Mary”. W 1968 działając w tym samym rejonie co w 1966, „Long Beach” za pomocą pocisków przeciwlotniczych zestrzelił dwa północnowietnamskie myśliwce.
W październiku 1980 rozpoczęto trwającą 30 miesięcy modernizację, w wyniku której znacznie poprawiono uzbrojenie okrętu m.in. przez przystosowanie do odpalania pocisków przeciwlotniczych Standard i zamontowanie systemu obrony bezpośredniej Vulcan-Phalanx. W 1984 na okręcie zainstalowano pociski manewrujące BGM-109 Tomahawk.
Okręt wziął udział w wojnie w zatoce w 1991. 1 maja 1995 został wycofany ze służby, zaś latem 2012 roku kadłub okrętu został sprzedany na złom firmie Tacoma Metals, po uprzednim pozbawieniu okrętu siłowni jądrowej i dużej cześć nadbudówki z wyposażeniem.

## Dowódcy okrętu
- 9 września 1961 – 11 września 1962: komandor Eugene P. Wilkinson
- 11 września 1962 – 23 sierpnia 1966: komandor F. H. Price
- 23 sierpnia 1966 – 15 czerwca 1968: komandor K. C. Wallace
- 15 czerwca 1968 – 25 września 1972: komandor William A. Spencer
- 25 września 1972 – 24 października 1975: komandor F. R. Fahland
- 24 października 1975 – 18 lipca 1978: komandor Harry C. Schrader
- 18 lipca 1978 – luty 1982: komandor E. B. Bossard
- luty 1982 – 1985: komandor F. Triggs
- wrzesień 1985 – wrzesień 1987: komandor M. J. Weniger
- wrzesień 1987 – listopad 1990: komandor J. C. Pollock, III
- listopad 1990 – kwiecień 1993: komandor W. R. Burns, Jr.
- kwiecień 1993 – lipiec 1994: komandor K. P. Bersticker